# Morlange
Pour les articles homonymes, voir Morlange (homonymie).
Morlange est une ancienne commune de la Moselle en région Grand Est, réunie en 1812 à Bionville-sur-Nied.

## Toponymie
- Morlangen et Morlen en 1594, Morlong en 1606, Morlange-sur-Nied en 1779[1].
- En allemand : Morlangen[1], Morlingen (pendant l'annexion allemande).

## Histoire
- Était annexe alternativement de la paroisse de Bionville et de Varize.
- Faisait partie du district de Boulay en 1793, puis de l'arrondissement de Metz en 1801. Fit partie du canton de Varize de 1790 à 1802.
- Réuni à Bionville le 26 mars 1812.

## Démographie
| 1793 | 1800 | 1806 | 1900 |
| ---- | ---- | ---- | ---- |
| 144  | 171  | 171  | 112  |

## Lieux et monuments
- Chapelle Saint-Pierre, style roman.
- Lavoir.